# Jean-Baptiste Decavèle
Jean-Baptiste Decavèle, né le 17 juin 1961 à Grenoble dans le département de l'Isère en France, est un plasticien qui travaille l'image en mouvement et la photographie.

## Biographie
Si le point de départ des films de Jean-Baptiste Decavèle sont les voyages (en Arctique, en Afrique du Sud, en Turquie, ou plus près de chez lui, à Paris), il ne cherche pas à rendre une image fidèle ou à construire un documentaire d'un lieu visité ou d'un moment passé ailleurs. Il utilise le caméscope, l'écran et la table de montage à rebours de la tendance générale afin de sonder le rapport entre le réel et son image. Le regard filmique et touristique, trop souvent associé avec un esprit colonisant est profondément mis en question et ces outils, habituellement employés comme instruments de conquête, sont détournés de cette fonction. La vidéo devient la matrice potentielle d'un ars memorativa qui lui permet d'articuler la relation complexe et imbriquée entre-temps, lieux et mémoire, comme quelque chose de subjectif et d'incarné.
Le déplacement et la distanciation sont au cœur de sa démarche formelle dans Halman's Walk (2003), L'Inaccoutumance (2006), Passions (2007) et Aux choses du jour (2007), présentés au Jeu de Paume.
Decavèle contrebalance le manque de relief des écrans (du caméscope, de l'ordinateur, du cinéma) en retravaillant les images dans leur épaisseur. Les séquences sont tantôt rapides et saccadées, tantôt lentes, presque suspendues ; des images fixes côtoient des images en mouvement et sont montées d'une façon non linéaire. Enfin, il emploie des textes et des sons qui ne correspondent pas toujours aux images, mais qui suggèrent, à travers l'utilisation d'une même voix (celle du comédien Michael Lonsdale) et d'un même visage (celui de la comédienne Elina Löwensohn) l'existence de personnages fictifs. Avec des images à la fois reconnaissables et méconnaissables, ses films tracent autant une cartographie physique qu'un paysage intérieur, qui se transforme selon sa propre temporalité et dans lequel les émotions, l'érotisme et le plaisir visuel prennent lieu.

## Vidéo
- Replis, 26 min, avec Hervé Le Tellier, 1999.
- Halman's Walk, avec Michael Lonsdale, prix Médicis hors les murs, 2003.
- L'inaccoutumance, 14 min, avec Elina Löwensohn, Michael Lonsdale
- Traverser Paris, 15 min, avec Hervé Le Tellier, 2008.